# See the Lights
See the Lights è un singolo del gruppo musicale britannico Simple Minds, il secondo estratto dall'album Real Life nel 1991.

## Tracce
1. See The Lights (7" Version) – 4:29
2. Theme For Great Cities '91 – 6:34
3. See The Lights (12" Version) – 7:01

## Classifiche
| Classifica (1991)             | Posizione massima |
| ----------------------------- | ----------------- |
| Belgio (Fiandre)              | 36                |
| Canada                        | 10                |
| Francia                       | 33                |
| Germania                      | 48                |
| Irlanda                       | 16                |
| Italia                        | 24                |
| Paesi Bassi                   | 42                |
| Regno Unito                   | 20                |
| Stati Uniti                   | 40                |
| Stati Uniti (alternative)     | 1                 |
| Stati Uniti (mainstream rock) | 10                |
| Svezia                        | 27                |